# Hesíode
Hesíode (Hesiodus en llatí, Ἡσίοδος en grec clàssic) (Ascra a Beòcia, s. VIII-VII aC) fou un dels escriptors més notables de la primera literatura grega, famós per haver transcrit alguns dels mites més coneguts de la seva època.
Segons Heròdot, va viure vers el 850 aC. Vel·leu Patèrcul considera que entre Homer i Hesíode hi va haver uns cent vint anys i que Hesíode fou posterior, i molts autors antics el situen vers el 735 aC. Va néixer a Ascra, a Beòcia, on el seu pare va emigrar provinent de Cuma, a l'Eòlia. Suides diu que tant Homer com Hesíode eren nadius de Cuma i que eren parents. És el gran i primer compilador de la religió antiga grega.

## Vida i cronologia
Al pòrtic inicial de la literatura grega Hesíode es troba al costat d'Homer. Tenen molt en comú: ambdós són poetes narratius, que escriuen en hexàmetres, en un dialecte artificial molt semblant, amb abundant ús de fórmules en gran part coincidents. Però també són molt diferents: Homer, del qual no se'n coneix amb certesa l'existència i que podria ser de fet un nom que donem a un grup de compiladors de la tradició oral grega, és l'autor dels poemes èpics que cantaven la glòria dels antics herois, però sense reclamar-ne l'autoria, perquè eren històries de la comunitat oral grega. Hesíode, en canvi, és el cantor del treball i de la justícia, i pretén oferir una imatge molt més veritable del passat, des dels orígens del món a la creació de les successives generacions de déus i d'éssers humans. I ho fa proposant-se com autor i donant-nos detalls precisos de la seva existència.
Hesíode, amb passió i fermesa, exposa les seves idees en dos poemes molt més breus que els homèrics: La Teogonia (Θεογονία, 1000 vv.) i Els treballs i els dies (Εργα καί ἡμέραι, 800 vv.). Els títols no són originals, sinó molt posteriors, ja que a l'antiguitat les obres es coneixien pels seus primers mots. Altres obres ens han arribat només fragmentàriament, com el Catàleg de les dones i l’Escut.
Algunes notícies sobre Hesíode ens les dona ell mateix als seus poemes. Al proemi de la Teogonia, diu que peixia les seves ovelles al mont Helicó, a Beòcia, prop del seu poble natal d'Ascra, quan les muses se li van aparèixer dansant i li atorgaren el do de la poesia. També parla del seu germà Perses, amb qui ha tingut un plet per l'herència paterna, guanyat injustament per aquest, amb la complicitat dels ‘reis' (els nobles) de Tèspies.
Hesíode només en una ocasió va travessar el mar, per cantar als jocs fúnebres del rei Amfidamant d'Eubea, l'illa veïna de Beòcia. Sens dubte, combinava la lírica i un nou estil d'èpica, el seu propi, per guanyar-se la vida.
Hesíode és anterior a poetes com Arquíloc, Estesícor i Semònides, els quals presenten indicis del seu influx. Sol considerar-se més recent que Homer. El coneixement que tenim d'ell i de la seva obra, i el fet mateix que la pogués escriure com un autor amb personalitat pròpia, és totalment depenent de la implantació, a la seva època, de l'alfabet estandarditzat, que va permetre per primer cop fixar la llengua grega.

## Obra

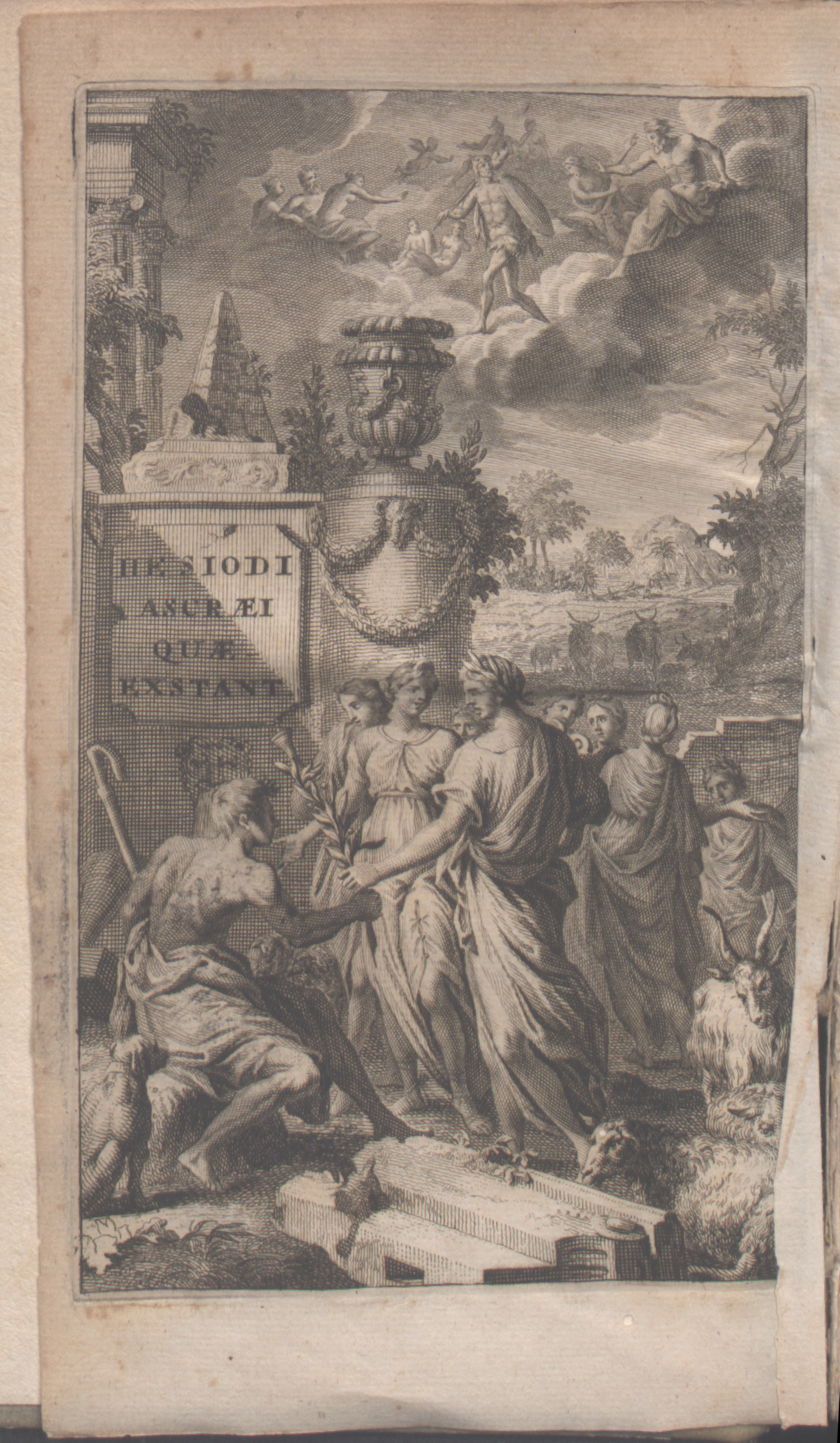
Hesiodi Ascraei quaecumque exstant, 1701

Com a gran i primer compilador de l'antiga religió grega, va posar per escrit i ordenar tot el cos mitològic que fins llavors s'havia tramès només per via oral. Aquesta mitologia tenia les seves arrels a Mesopotàmia i havia arribat a la cultura grega mitjançant els pobles de Llevant, especialment l'ugarític.

### LaTeogonia
És la seva obra conservada més antiga. Se sol dividir en les parts següents:
Proemi: en realitat és doble. El primer ens presenta l'aparició de les muses de l'Helicó a Hesíode, a qui confereixen el do de la poesia. Li encarreguen cantar el futur i el passat, celebrar els déus i a elles mateixes. El segon presenta el naixement de les muses de Pièria, filles de Zeus i Mnemòsine.
Cosmogonia: primer va existir el Caos, després Gea, després Tàrtar i Eros. Del Caos van néixer Èreb i Nix, d'aquests Èter i Dia.
Cosmogonia – teogonia: els descendents d'Úranos i els urànides: mite del naixement de les erínies, els gegants, les nimfes i Afrodita. Ciclops i hecatonquirs. Epíleg sobre els titans i el seu enfrontament amb Zeus.
Cosmogonia – digressió: els descendents de Nit i Thanatos: Moira, Nèmesi, Eris, les hespèrides…; els descendents de Nereu: Taumant, Forcis i Leto, les nereides, Iris i les harpies, les gorgones, Geríon, Cèrber…
Teogonia: els titans i la seva descendència, culminant en Zeus, fill de Cronos.
Finalment, tot culmina en la unió 'incestuosa' de Cronos i Rea, dos titans, i el naixement de Zeus: com aquest és salvat de la voracitat del seu pare i allibera els ciclops; com triomfa sobre Prometeu, fill del tità Jàpet, en un torneig d'astúcies; com triomfa sobre Cronos i els titans amb l'ajut dels hecatonquirs i del llamp, tot tancant els titans al Tàrtar; com venç finalment els monstres Tifoeu, el súmmum del desordre, l'ésser més monstruós imaginable. Epíleg, repartiment de poders entre els déus i proclamació de Zeus com a rei d'aquests.
Teogonia: descendència de Zeus, naixement partenogenètic d'Atena. Transició als fills de dees i mortals: tema de les Eees (una mena de catàleg). Zeus esdevé el centre de l'organització teogònica d'Hesíode.

### Els treballs i els dies
Possiblement, el títol original no era Els treballs i els dies sinó només Εργα (Els treballs).
Proemi: himne a les muses de Pièria i elogi de Zeus.
Mites i faules: avisos a Perses sobre la justícia i el treball, i explicacions sobre la dolorosa vida humana i el poder justicier de Zeus. Hi ha dues 'Discòrdies' (Ερις), la de l'enveja i la de l'emulació en el treball, que és la que s'ha de seguir.
Mite de Prometeu i Pandora. Mite de les edats (or, argent, bronze i herois) fins a l'edat de ferro, en què culmina la injustícia. Faula del falcó i el rossinyol. Dike (la Justícia), filla de Zeus, explica a aquest les injustícies dels éssers humans i ell els castiga. Que Perses ho sàpiga. Aquests mites expliquen la condició humana.
Els dos camins i el tema del treball.
Calendari agrícola (tardor, hivern, primavera i estiu).
Treballs en la navegació.
Consells referents a la dona, la família a l'antiga Grècia, els veïns, els amics i la conducta social, i els segueix una sèrie de prohibicions.
Els dies: calendari sobre els dies del mes que són fasts i nefasts.

## Ambient social, ideològic i mític
La poesia narrativa es constitueix a partir d'elements que s'afegeixen els uns als altres sense esquema tancat, en hexàmetres i en un dialecte èpic convencional. És cantada per aedes en les festes de santuaris i ciutats, als banquets dels nobles.
Els poemes homèrics, en efecte, celebren les gestes dels herois, els suposats avantpassats dels nobles del s. VIII aC, gestes guerreres que posen de manifest el seu heroisme. Al seu costat, les masses dels guerrers constitueixen un pur teló de fons, sense relleu. En aquestes gestes, els herois estan en estreta relació amb els déus: aquests donen suport als uns i als altres, i fins i tot hi combaten. Són els déus olímpics, antropomòrfics i bells.
En Hesíode, en canvi, trobem els poemes d'un camperol de Beòcia, pastor i aede al mateix temps. Ens parla dels problemes de la vida del poble treballador, i els nobles apareixen només en la figura dels ‘reis', els nobles que afavoreixen la prosperitat del poble quan són justos, però que de vegades són corruptes i sentencien tortament, exposant-se al càstig diví. El món diví és polimorf: al costat de Zeus i els olímpics apareixen divinitats monstruoses dels temps antics i altres divinitats naturals com Terra, Cel, Mar, Muntanyes, etc., o bé abstraccions com Justícia o Memòria. Un món diferent, en el qual l'important no són els valors agonals i heroics, sinó la justícia.
Hesíode amenaça una vegada i una altra amb el càstig diví no sols Perses, sinó també els reis injustos i els individus en general, i insisteix en el premi que del mateix déu rep el comportament just.
Per això, tota l'obra està centrada, des del mateix proemi, en el tema de Zeus. I és Zeus que va fer bona per als éssers humans Eris en el treball, i és aquesta i no l'enveja la que fa prosperar la ciutat. Doncs bé, també la Teogonia està fonamentada en aquestes idees: és, en definitiva, la narració d'un progrés del món diví que, començant per divinitats naturalistes o monstruoses, culmina en Zeus, el déu intel·ligent.
Els precedents poètics es troben, en primer lloc, en els poemes homèrics. Els poemes d'Hesíode s'hi consideren generalment posteriors. Hesíode coneix els temes i els procediments narratius d'Homer; coincideix amb ell no sols en el metre i l'estil, sinó també en nombroses fórmules èpiques concretes, així com en temes cosmogònics emparentats.
Però, els temes centrals són diferents, i existeixen en la composició, en la llengua i en l'estil diferències notables. S'ha arribat a postular l'existència d'una escola poètica diferent d'Homer, centrada a l'entorn de Beòcia i caracteritzada per la seva afició per les genealogies i per un llenguatge formulari en part original. D'altra banda, hem de creure molt en l'originalitat d'Hesíode, tot i que és clar que compta amb precedents: se n'han trobat alguns força notables en les literatures orientals, que es creu que han arribat a Hesíode mitjançant la literatura grega, possiblement oral, dependent en part d'Orient, en part d'arrels locals. Aquestes cosmogonies tenen paral·lels més o menys propers fora de Grècia.
La primacia de les aigües és clara a l'Enûma Eliš (poema babilònic de la creació); aigües i obscuritat són importants al Gènesi; altres paral·lels es troben en la cosmogonia fenícia i en el poema hitita-hurrita el Cant d'Ul·likummi. Respecte als preceptes generals, existeix una sèrie de col·leccions sumèries i babilòniques: les Instruccions de Suruppak (sumèries, c. 2500 aC), o les Instruccions de Ptahnotep (egípcies).

## Composició i originalitat d'Hesíode
Tant pel que fa al seu caràcter d'obres literàries com al seu contingut, les d'Hesíode són obres alhora fortament gregues i fortament originals.
La Teogonia és un intent d'oferir una panoràmica de tot el món natural i diví que l'èpica, centrada en les gestes dels herois, només deixa entreveure, sobretot en els seus estadis més moderns i antropomòrfics, olímpics. Junt amb aquests, existeixen a Grècia tots aquells altres déus que eren a la vegada una representació del món natural o del món humà; d'altres, testimonis d'estadis religiosos arcaics i primitius. Hesíode crea amb tots un sistema a partir de l'antic complex cosmogonia + mite de successió.
Certament, és òbvia la menció d'elements antics: les velles divinitats, els naixements partenogenètics, els incestos, l'entrecreuament d'esquemes genealògics. Tot i així, la línia central es reforça gràcies a una sèrie d'excursos, de relats èpics o himnes (com ara el naixement d'Afrodita).
Aquesta visió és comparable a la d'Els treballs i els dies, que comença també amb un proemi líric en honor de Zeus que anticipa el tema del poema. Mitjançant mites, una faula i sèries de preceptes, es traça també aquí una història: la de la humanitat, que comença amb Prometeu i les edats, i que és vista en els temps moderns amb el paper de Zeus com a protector de la justícia.
Al voltant d'Hesíode s'han plantejat dos problemes:
- Si Hesíode és encara un poeta oral o no. Estudis realitzats sobre la llengua i les fórmules són en general positius, tot i que aquestes fórmules són en gran part tradicionals, que depenen dels models ja hel·lènics d'Hesíode. De tota manera, una cosa és la composició oral, i una altra l'estil amb restes de fórmules orals, que pot donar-se en obres escrites o directament dictades i que després es reciten de memòria i adquireixen nous elements orals.

- Les interpolacions reals o suposades. Les obres d'Hesíode presenten digressions més o menys laxes, retrospeccions, inconnexions reals o suposades. Fins fa poc, es tendia a eliminar qualsevol episodi que interrompia el relat genealògic. La composició d'Els treballs i els dies, desmanegada cap al final, potser s'expliqui pel fet que el mateix Hesíode va anar afegint episodis al poema.

## Escola hesiòdica
A més de la Teogonia i Els treballs i els dies, existeixen en l'antiguitat clàssica una sèrie de poemes atribuïts a Hesíode. Es tracta de poemes genealògics que contenien de vegades excursos sobre una determinada gesta, però també de poemes didàctics i de petits poemes èpics.
El Catàleg de les dones (o Eees), dividit en 5 llibres, constava de més de 6.000 versos i segurament fou copiat, en època molt antiga, com una continuació de la Teogonia: els nostres manuscrits de la Teogonia contenen, després del catàleg de les dees mares dels herois, un final que era a la vegada tancament d'aquest i obertura del següent, el de les dones mortals mares d'herois.
Un petit poema èpic, L'escut d'Hèracles, sobre el qual ja Aristòfanes de Bizanci tenia els seus dubtes, es considera avui generalment una obra posterior (s. VI aC).
Altres fragments de poemes tradicionalment adscrits: Aegimius, Astrice, Chironis Hypothecae, Idaei Dactyli, Les noces de Ceïx Melampodia i Aspis Hêrakleous (L'escut d'Hèracles), que és un poema curt que s'ha conservat sencer, probablement no és obra seva, però sí que és com a mínim clarament influït per ell.

## Recepció i influència
- El poeta líric Alceu, paisà i contemporani de Safo de Lesbos, va parafrasejar una secció d'Obres i dies (582–88), convertint-la en lírica i escrita en dialecte lèsbic. La paràfrasi només sobreviu com a fragment.[3]

- El poeta líric Baquilides va citar o parafrasejar Hesíode en una oda de la victòria dirigida a Jeró de Siracusa, commemorant la victòria del tirà en la carrera de carros als Jocs Pítics del 470 aC, una atribució feta amb aquestes paraules: "Un home de Beòcia, Hesíode, ministre de les [dolces] Muses, va parlar així: «Aquell a qui honoren els immortals també acompanya el bon informe dels homes.»” No obstant això, les paraules citades no es troben a les paraules de cap obra existent d'Hesíode.
- El Catàleg de dones d'Hesíode va crear una moda per als poemes de catàleg en el període hel·lenístic. Així, per exemple, Teòcrit presenta catàlegs d'heroïnes en dos dels seus poemes bucòlics (3.40–51 i 20.34–41), on ambdós passatges són recitats amb caràcter per rústics enamorats.[4]

## Representacions d'Hesíode

### Mosaic de Monnus

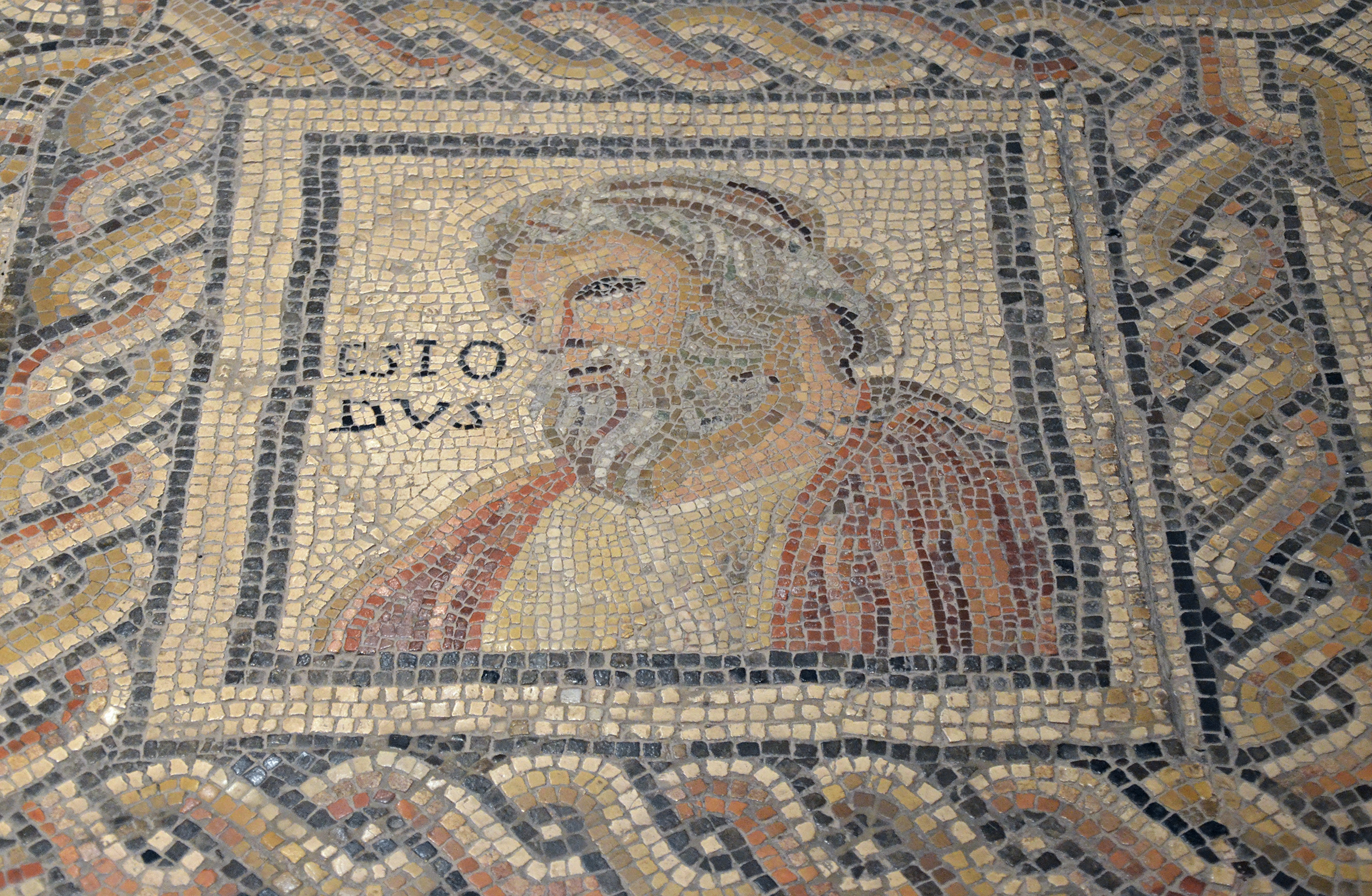
Mosaic de Monnus de finals del segle III dC. La figura s'identifica amb el nom ESIO-DVS (Hesíode).

Retrat d'Hesíode d'Augusta Treverorum (Trier), de finals del segle III dC. El mosaic està signat en el seu camp central per l'autor, 'MONNUS FECIT' ('Monnus va fer això'). La figura s'identifica pel nom: 'ESIO-DVS' ('Hesíode'). És l'únic retrat d'Hesíode autenticat conegut.

### Retrat de bust

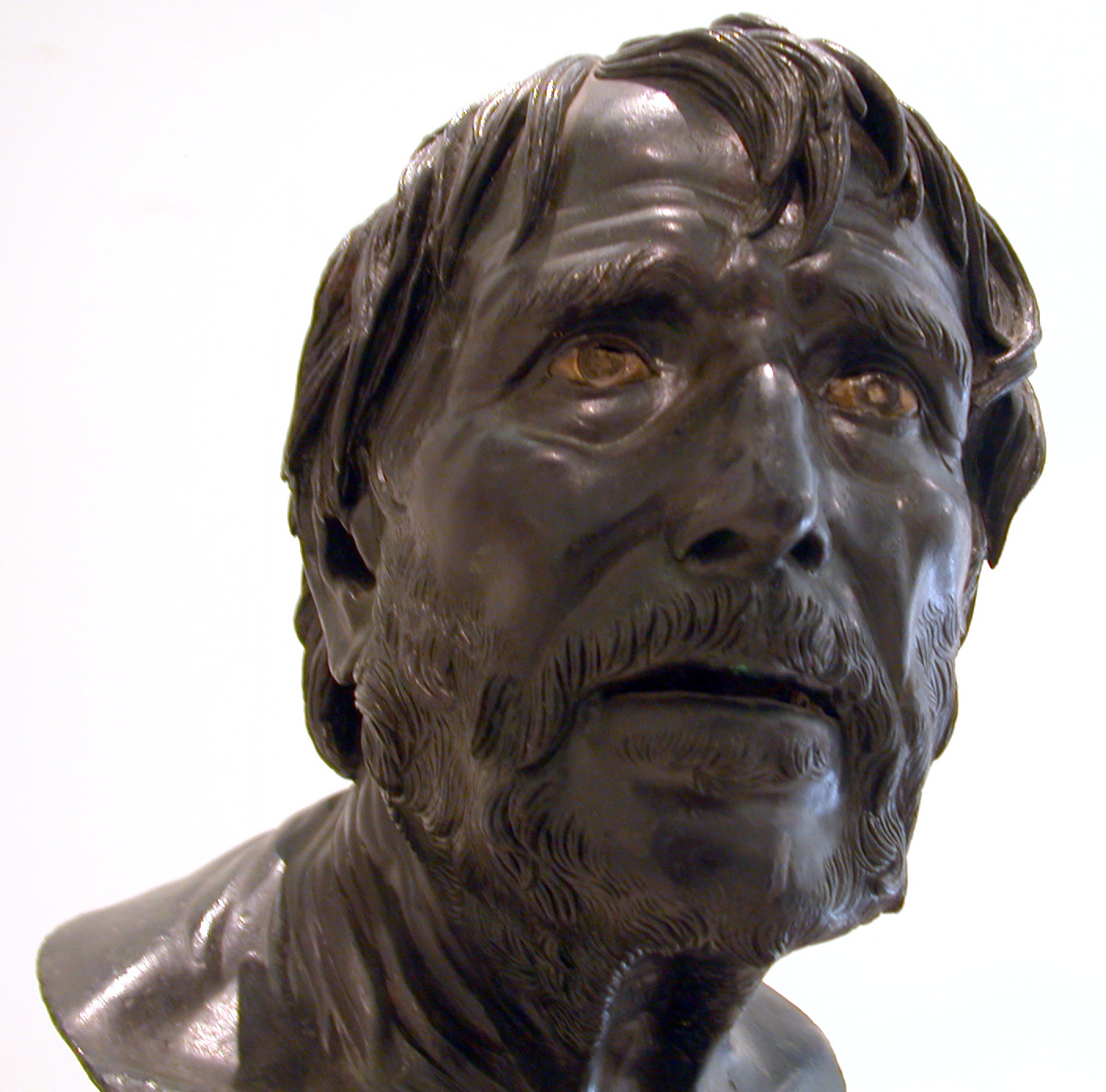
Bust de bronze antic, l'anomenat Pseudo-Sèneca, que ara se suposa que és un retrat imaginatiu d'Hesíode.

El bust romà de bronze, l'anomenat Pseudo-Sèneca, de finals del segle I aC trobat a Herculà ara es creu que no és de Sèneca el Jove. Ha estat identificat per Gisela Richter com un retrat imaginari d'Hesíode. De fet, des de 1813 es reconeix que el bust no era de Sèneca quan es va descobrir un retrat de Sèneca inscrit en un herma amb trets força diferents. La majoria dels estudiosos segueixen ara la identificació de Richter.

## Influència
Els presocràtics continuen Hesíode, tot i que dins d'un nou ambient, i en l'aspecte moral va tenir grans continuadors, com ara Arquíloc, Soló i Èsquil. A jutjar per les cites freqüents d'autors com Plató, el text hesiòdic havia de ser molt llegit.
A Alexandria, Hesíode fou objecte d'edició per part de Zenòdot d'Efes i Aristòfanes de Bizanci, i d'estudi per part d'Apol·loni de Rodes i Aristarc, i també per part de Crates a Pèrgam. Aquí començaven els problemes d'autenticitat.
Un altre testimoni és l'estima de què va gaudir a Roma. Influeix en Virgili en el tema de la Bucòlica VI mentre que les Geòrgiques es mostren com una continuació d'Els treballs i els dies; altres temes són imitats per Tibul i Properci.

## Llista d'obres
Els antics van atribuir a Hesíode gran varietat d'obres, que en general corresponen a l'esperit de la seva escola i semblen tenir un origen comú. Les principals, que es conserven en part, són:
- 1.	Ἔργα o Ἔργα καὶ ἡμέραι, Els treballs i els dies (en llatí Opera et Dies.)
- 2.	Θεογονία, Teogonia
- 3.	Ἠοῖαι or ἠοῖαι μεγάλαι, també κατάλοψοι γυναικῶν del qual va derivar ἠοῖαι
- 4.	Αἰγίμιος (poema èpic)
- 5.	Μελαμποδία (Melampodia, poema èpic)
- 6.	Ἐξηγήσις ἐπὶ τέρασιν
- 7.	Χείρωνος ὑποθῆκαι, imitació de l'obra Ἔργα
- 8.	ἀστρικὴ βίβλος o ἀστρολογία (dubtós i no conservat, sobre astrologia)
- 9.	γῆς Περίοδος (no conservat, atribuït per Estrabó)
- 10.	Περὶ ῾λδαίων Δακτύλων (dubtós)

Joannes Protopastharius va escriure un comentari sobre l'obra Opera et Dies sota el títol  Ἐξήγηδις φυδικὴ τῶν ἡμερῶν Ἡδιόδου, escrit per a ús del seu fill.

## El grec d'Hesíode

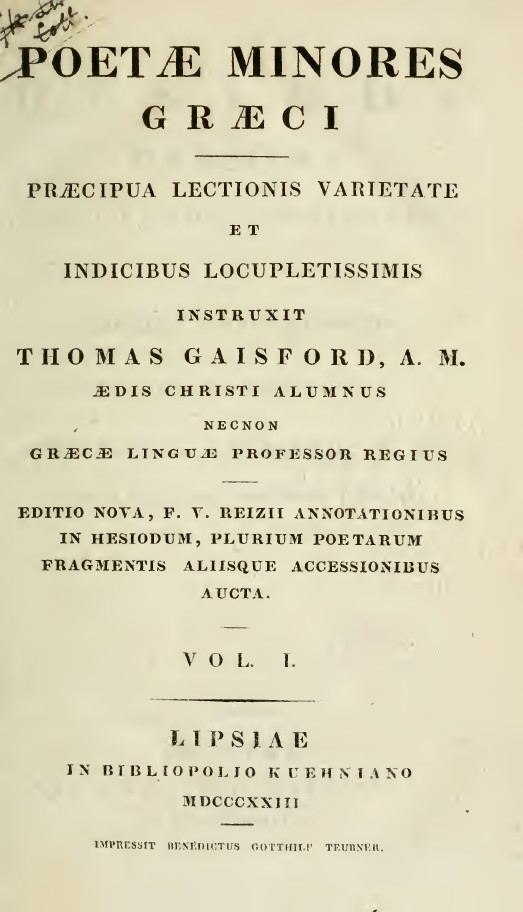
Títol d'una edició de Carmina d'Hesíode (1823)

Hesíode va utilitzar el dialecte convencional del vers èpic, que era el jònic. Les comparacions amb Homer, un joni natiu, poden ser poc afavorides. El maneig per part d'Hesíode de l'hexàmetre dactílic no va ser tan magistral o fluït com el d'Homer i un erudit modern es refereix als seus "hexàmetres fets a cops de martell". El seu ús del llenguatge i del metre a Obres i dies i Teogonia el distingeix també de l'autor de l'Escut d'Heracles. Els tres poetes, per exemple, van emprar la digamma de manera inconsistent, de vegades permetent que afectés la longitud i el metre de la síl·laba, de vegades no. La proporció entre observació i negligència de la digamma varia entre ells. L'abast de la variació depèn de com es reculli i s'interpreti l'evidència, però hi ha una tendència clara, revelada per exemple en el següent conjunt d'estadístiques.
| Teogonia                | 2,5/1 |
| Els treballs i els dies | 1,5/1 |
| L'escut d'Hèracles      | 5,9/1 |
| Homer                   | 5.4/1 |

Hesíode no usa la digamma tan sovint com ho fan els altres. Aquest resultat és una mica contrari a la intuïció, ja que la digamma encara era una característica del dialecte beoci que probablement parlava Hesíode, mentre que ja havia desaparegut del vernacle jònic d'Homer. Aquesta anomalia es pot explicar pel fet que Hesíode va fer un esforç conscient per compondre com un poeta èpic jònic en un moment en què la digamma no se sentia dir en la parla jònica, mentre que Homer intentava compondre com una generació més antiga de bards jònics, quan sí se sentia en la parla jònica. També hi ha una diferència significativa en els resultats de Teogonia i Obres i dies, però això només es deu al fet que el primer inclou un catàleg de divinitats i, per tant, fa un ús freqüent de l'article definit, associat amb la digamma, oἱ.
Encara que és típic de l'èpica, el seu vocabulari presenta algunes diferències significatives amb el d'Homer. Un erudit ha comptat 278 paraules no homèriques a Obres i dies, 151 a Teogonia i 95 a Escut d'Heracles. El nombre desproporcionat de paraules no homèriques a Obres i dies es deu molt probablement a la seva temàtica no homèrica. El vocabulari d'Hesíode també inclou un munt de frases-fórmules que no es troben a Homer, la qual cosa indica que podria haver estat escrivint dins d'una tradició diferent.